# Mastrus melanocephalus
Mastrus melanocephalus là một loài tò vò trong họ Ichneumonidae.